# Callum Hedge
Callum Hedge (Auckland, 17 november 2003) is een Nieuw-Zeelands autocoureur. In 2023 won hij de titel in het Formula Regional Americas Championship en de Australische Porsche Carrera Cup.

## Carrière

### Vroege carrière
Hedge begon zijn autosportcarrière in de SsangYong Racing Series in het seizoen 2016-2017, waarin hij met een zege vijftiende werd. In het seizoen 2017-2018 kwam hij uit in de Nieuw-Zeelandse Formule Ford, waarin hij met elf zeges en vier andere podiumplaatsen in zeventien races kampioen werd. Tevens werd hij zevende in het Formule Ford-kampioenschap van het Zuidereiland. In 2018 eindigde hij als zeventiende in de Australische Formula Ford.
In het seizoen 2018-2019 won Hedge de titel in het Toyota Finance 86 Championship, een sportwagenkampioenschap waar enkel Toyota's in rijden, met zeven zeges en vijf andere podiumplaatsen uit achttien races. In 2019 werd hij vierde in de Australische Formule Ford en achtste in het kampioenschap van New South Wales.

### Porsche-kampioenschappen
In 2021 stapte Hedge over naar de Australische Porsche Sprint Challenge, waarin hij voor het team van Earl Bamber reed. Hij won een race en stond hiernaast nog drie keer op het podium, waardoor hij met 240 punten derde werd in de eindstand. Verder nam hij als gastcoureur deel aan vier races van de Pro-klasse van de Australische Porsche Carrera Cup.
In 2022 reed Hedge een volledig seizoen in de Australische Porsche Carrera Cup voor Earl Bamber Motorsport. Hij won twee races op het Reid Park Street Circuit en op Surfers Paradise en stond in vijf andere races op het podium. Met 570 punten eindigde hij als zesde in het kampioenschap. In 2023 behaalde hij vijf zeges: drie op The Bend Motorsport Park en een op zowel de Sandown Raceway als Surfers Paradise. Met 935 punten werd hij gekroond tot kampioen in de Pro-klasse.

### Formule Regional
In 2021 reed Hedge in het laatste raceweekend van het Formula Regional European Championship op het Autodromo Nazionale Monza als gastcoureur bij G4 Racing. Hij eindigde de races op de plaatsen 22 en 20.
In 2023 begon Hedge het seizoen in het Formula Regional Oceania Championship, waarin hij voor M2 Competition reed. Hij behaalde drie overwinningen op Highlands Motorsport Park, Teretonga Park en Taupo Motorsport Park en stond in zes andere races op het podium. Met 329 punten werd hij achter Charlie Wurz tweede in het klassement. Vervolgens kwam hij voor Crosslink Kiwi Motorsports uit in het Formula Regional Americas Championship. In achttien races behaalde hij dertien overwinningen en stond hij in drie andere races op het podium. Met 384 punten werd hij overtuigend gekroond tot kampioen in de klasse.

### Indy NXT
In 2024 stapt Hedge over naar de Indy NXT, waarin hij voor HMD Motorsports rijdt.